# Ziebel

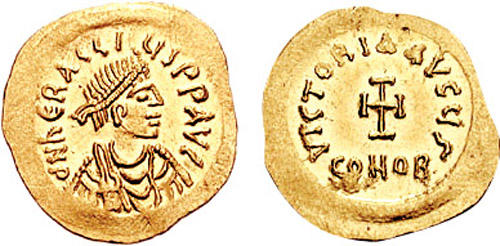
Tremisse do imperador Heráclio r.

Ziebel (em grego: Ζιεβελ; m. 629), citado nas fontes armênias como Jebu Cacã (também Jebu Xak'an, Jebu Xakan, Jebu Khak'an e Jebu Khakan), foi líder de povos que as fontes bizantinos chamam cazares durante o século VII. Provavelmente foi pai do general Sate e irmão e herdeiro do grão-cã dos cazares, o "rei do Norte" da obra de Moisés de Dascurã. De acordo com Teófanes, o Confessor e Moisés de Dascurã, Ziebel foi o segundo no comando das tropas cazares. Por vezes é identificado com o grão-cã Tongue Iabegu do Canato Túrquico Ocidental.
Em meados de 626, o imperador bizantino Heráclio (r. 610–641) enviou um pedido de ajuda aos cazares, prometendo valiosos presentes, na forma de saque, numa invasão aos países vassalos do Império Sassânida de Cosroes II (r. 590–628) Em 627, Ziebel marchou com 1 000 soldados e invadiu a Albânia, onde encontrou-se com Heráclio para concluir negociações. Após um ataque mal-sucedido contra Tiflis, a capital do Principado da Ibéria de Estêvão I (r. 590–627), Ziebel partiu para o norte.
No ano seguinte, Ziebel retornou com seu filho Sate e tomou a cidade. Estêvão foi morto por ele e seu crânio foi mandado para Heráclio. Na mesma ocasião, sob promessa de casamento com a filha de Heráclio, a porfirogênita Eudóxia Epifânia, Ziebel separou 40 000 soldados para invadirem o Império Sassânida, e então voltou para o norte. Ele viria a ser assassinado no final de 629.